# Pedologie (studiul solurilor)

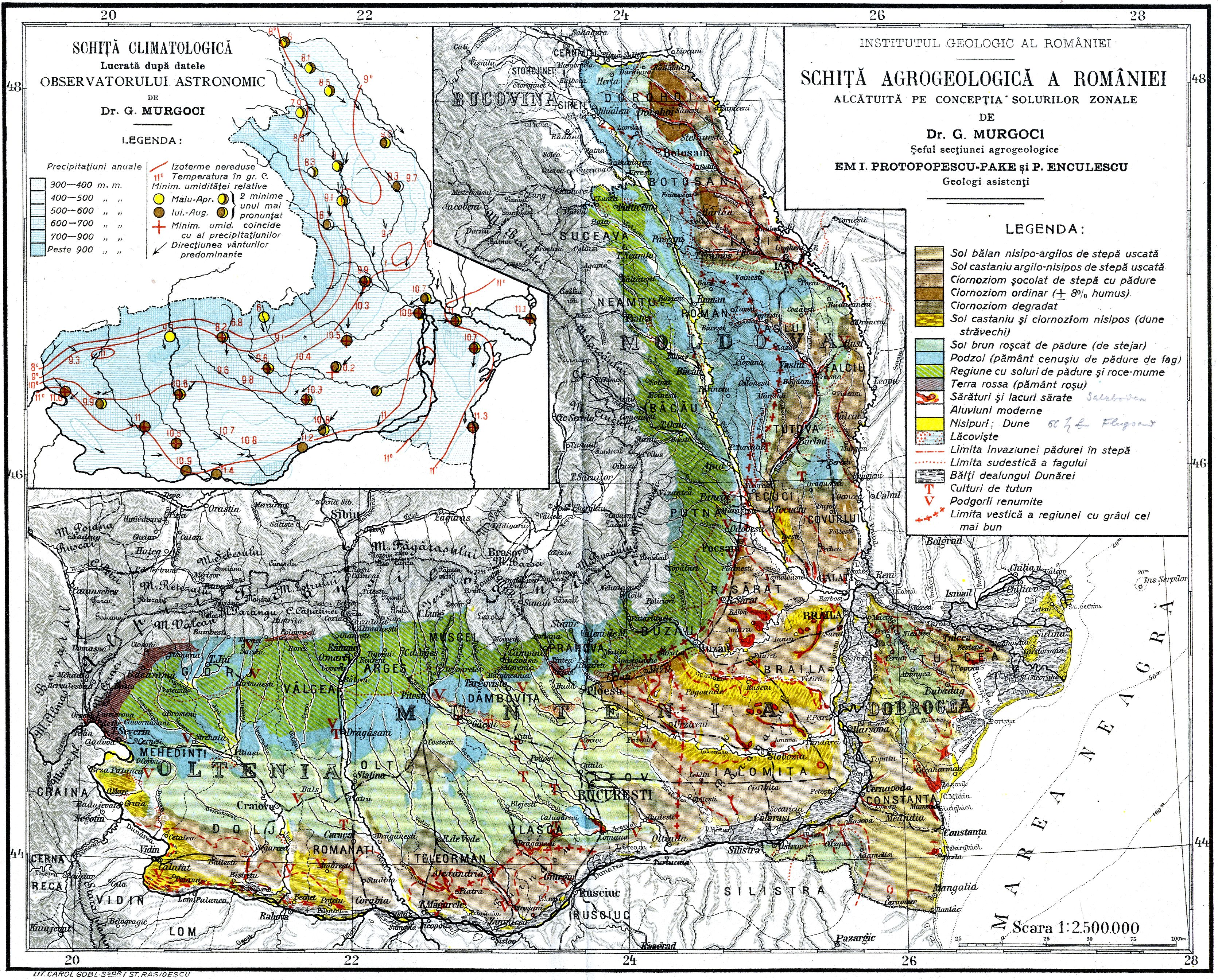
Schită agrogeologică a României

Pedologie (din cuvintele grecești πέδον, pedon, "sol", "pământ" și λόγος, logos, "știință") este termenul generic pentru a desemna știința geografică studierii, controlării și îmbunătățirii solurilor (straturile de suprafață ale Terrei) în mediul lor natural.
Pedologia este una din cele două ramuri ale științei solurilor (cealaltă fiind edafologia) și se ocupă cu pedogeneza, morfologia și clasificarea solurilor. 
Pedologia se ocupă cu studiul proprietăților biologice, fizice, chimice și mineralogice ale solurilor, precum și cu legile care stau la baza formării, evoluției, distribuirii geografice, clasificării și fertilității acestora. Materialul mineral și organic care alcătuiește solul este dispus într-o anumită ordine care reflectă stadiul de evoluție a procesului de solificare. Straturile caracteristice ale solului, în care anumiți constituenți (săruri, argile, humus etc.) sunt acumulați sau îndepărtați, se numesc orizonturi, iar succesiunea acestora reprezintă profilul solului care, la rândul său, caracterizează diferitele tipuri de sol.

## Proprietăți ale solurilor
Proprietățile solurilor se clasifică în:
- proprietăți fizice: textura, structura, densitatea, porozitatea;
- proprietăți hidrice: permeabilitatea, indicii hidrofizici;
- proprietăți chimice: reacția solului, capacitatea de tamponare, soluția solului;
- proprietăți de aerație și termice: permeabilitatea pentru aer, compoziția aerului din sol, proprietăți termice.

### Proprietăți fizice
Textura solului definește mărimea particulelor acestuia, în timp ce structura acestuia face referiri la modul în care aceste fracțiuni sunt dispuse împreună, definind natura sistemului de pori și canale în sol.
Textura se mai referă și la gradul de mărunțire a părții minerale în componente de diferite mărimi și proporția cu care acestea participă la alcătuirea solului.

## Pedologi faimoși
- Olivier de Serres
- Bernard Palissy
- Vasili V. Dokuceaev
- Gheorghe Munteanu Murgoci
- Eugene W. Hilgard
- Hans Jenny
- Andrei Ursu